# 子张 (郑穆公之孙)
子张（？—前551年），姬姓，名黑肱，字子张，又字伯张，又称公孙黑肱，是子印的儿子，郑穆公的孙子，郑国的卿。

## 代为质
前595年夏季，因为邲之战中郑国帮助过楚国的缘故，晋景公进攻郑国。晋国人通告诸侯，蒐礼阅兵后回国。郑国害怕，派子张到楚国代替子良做人质。

## 伐齐
前555年，晋国集合诸侯进攻齐国的平阴，子蟜、伯有、子张跟随郑简公进攻齐国。

## 去世
前551年九月，子张生了病，他把封邑归还给郑简公，召来室老、宗人立了印段为继承人，而且让他裁减家臣，祭祀从简。通常的祭祀用羊一只，盛大的祭祀用少牢，留下足以供给祭祀的土地，其余的全部归还给郑简公。子张对印段说：“我听说，生在乱世，地位尊贵却忍受贫穷，不向百姓求取什么，这就能够在别人之后灭亡。你要恭敬地事奉国君和诸位大夫。警戒可以使人生存和发展，而富有却做不到。”九月二十五日，子张去世。君子评价道：“子张善于警戒。《诗经》说：‘谨慎地使用你公侯的法度，用以警戒意外’，子张恐怕是做到了吧！”